# Selenia infravenosa
Selenia infravenosa är en fjärilsart som beskrevs av Boyes 1954. Selenia infravenosa ingår i släktet Selenia och familjen mätare. Inga underarter finns listade.